# Microserica virgata
Microserica virgata är en skalbaggsart som beskrevs av Moser 1915. Microserica virgata ingår i släktet Microserica och familjen Melolonthidae. Inga underarter finns listade i Catalogue of Life.